# ユ・ドヒ
ユ・ドヒ（朝鮮語: 유 도희、1993年11月9日 - ）は、大韓民国の韓国放送公社 (KBS) 所属のアナウンサー。

## 学歴
- 2012年 - 2016年、建国大学校 学士

## 経歴
- 2019年 - KBS 46期 公開採用のアナウンサー (KBS光州放送総局 地域の勤務)

| スタブアイコン | サブスタブ | この項目は、まだ閲覧者の調べものの参照としては役立たない、人物に関連した書きかけの項目です。この項目を加筆・訂正などしてくださる協力者を求めています（P:人物伝/PJ:人物伝）。 |